# Жизнь Вахтанга Горгасала
«Жизнь Вахтанга Горгасала» — многоплановое сочинение грузинского историка XI века Джуаншера Джуаншериани, часть летописи Картлис цховреба. В летописи рассказывается о жизни грузинского царя второй половины V века Вахтанга Горгасала.
Условно летопись разделяется на три части — преамбула, в которой рассказывается о царях Мирдате и Арчиле, предках Вахтанга, и о его матери Сагдухт. Раздел заканчивается описанием победоносной войны картлийцев, под предводительством молодого Вахтанга, с «овсами»; во второй части рассказывается о походах царя Вахтанга в Византию; в третьей, последней части, рассказывается о войне между Персией и Картли.
В «Жизни Вахтанга Горгасала» фактически впервые встречаются термины Картли и картвели, которые в ряде случаев надо воспринимать не в значении Восточная Грузия и её жители, как это имеет место в сочинении Леонтия Мровели (хотя и в произведении Джуаншера данное значение пока ещё преобладает), а соответственно Грузия и грузины в широком смысле этих понятий. Хронологический отрезок времени описанный в произведении занимает особое место в истории народов Кавказа. Отношение к армянскому миру в «Жизни Вахтанга Горгасала» выражено довольно рационально. Джуаншер считал, что перед лицом иноземной опасности и вообще во всех внешнеполитических акциях грузино-армянский союз был главным условием политической суверенности всего Закавказского региона.